# Wedgeworth (Alabama)
Wedgeworth es un área no incorporada ubicada en el condado de Hale en el estado estadounidense de Alabama.

## Geografía
Wedgeworth se encuentra ubicada en las coordenadas 32°48′30″N 87°45′45″O / 32.80833, -87.76250.